# Amstel Gold Race 1981
L'Amstel Gold Race 1981 fou la 16a edició de l'Amstel Gold Race. La cursa es disputà el 2 d'abril de 1981, sent el vencedor final el francès Bernard Hinault, que s'imposà a l'esprint en la meta de Meerssen.
160 ciclistes hi van prendre part, acabant la cursa 60 d'ells.

## Classificació final
|    | Ciclista           | Equip                          | Temps      |
| -- | ------------------ | ------------------------------ | ---------- |
| 1  | Bernard Hinault    | Renault-Elf-Gitane             | 5h 57' 49" |
| 2  | Roger de Vlaeminck | Daf Trucks-Cote d'Or-Gazelle   | m. t.      |
| 3  | Fons de Wolf       | Vermeer Thijs-Mimo Salons-Gios | m. t.      |
| 4  | Rudy Pevenage      | Capri Sonne-Koga Miyata        | m. t.      |
| 5  | Jan Raas           | TI-Raleigh-Creda               | m. t.      |
| 6  | Sean Kelly         | Splendor-Wickes                | m. t.      |
| 7  | Phil Anderson      | Peugeot-Esso-Michelin          | m. t.      |
| 8  | Pierino Gavazzi    | Magniflex-Olmo                 | m. t.      |
| 9  | Stefan Mutter      | Cilo-Aufina                    | m. t.      |
| 10 | Roger de Cnijf     | Boston-Mavic                   | m. t.      |